# Michael Hammer (Wirtschaftswissenschaftler)
Michael Hammer (* 13. April 1948 in Annapolis, Maryland; † 3. September 2008 in Boston, Massachusetts) war ein US-amerikanischer Wirtschaftswissenschaftler. Mitte der 1990er Jahre war er wesentlich an der Einführung des Konzepts zum Re-Engineering von Geschäftsprozessen beteiligt.
Michael Hammer studierte am Massachusetts Institute of Technology Mathematik, Elektrotechnik und Informatik. Nach seiner Promotion 1973 lehrte er dort Informatik.
1987 wurde Hammer Unternehmensberater, 1993 veröffentlichte er zusammen mit James Champy das Buch „Reengineering the Corporation“ (dt.: „Business Reengineering: Die Radikalkur für das Unternehmen“).  In dem Buch vertritt er die These, dass sich Effizienz und Produktivität dadurch steigern lassen, dass alle Handlungen in kleine Einheiten aufgeteilt und dann neu geordnet werden.  Unternehmen wie Procter & Gamble oder Xerox haben diesen Ansatz erfolgreich umgesetzt.

## Modelle
- Prozess und Unternehmensreifegradmodell (engl.: Process and Enterprise Maturity Model (PEMM))